# Insulysin
Insulysin (IDE) (auch: Insulin-abbauendes Enzym, früher: Insulinase) ist ein Enzym, das in Bakterien und Eukaryoten vorkommt. IDE ist in der Lage, in Wirbeltieren neben dem Protein Insulin mehrere andere extrazellulär auftretende Proteine wie beta-Amyloid und Somatostatin abzubauen und so unschädlich zu machen. IDE wird beim Menschen in allen Gewebetypen exprimiert.
Studien an Han-Chinesen, Deutschen und Moskauern deuten auf eine Assoziation von Polymorphismen am IDE-Gen mit der Ausbildung eines metabolischen Syndroms und Diabetes mellitus Typ 2. Weiterhin sind niedrige Expressionswerte von IDE statistisch mit dem Auftreten der Alzheimer-Krankheit verbunden. Insulysin ist außerdem eine Eintrittspforte für die Infektion mit dem Varizella-Zoster-Virus.